# Gualdrada Berti

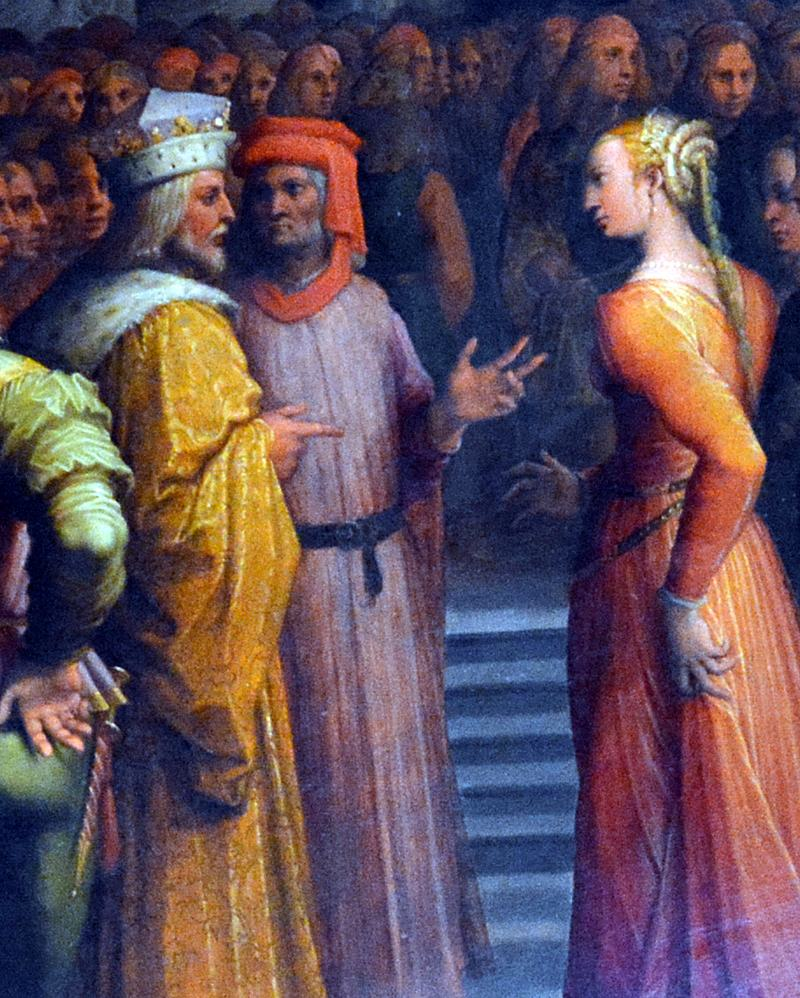
Detalle de una pintura conservada en el Palazzo Vecchio: Gualdrada rehúsa besar a Otón IV.

Gualdrada Berti (n. ca. 1160) es un personaje histórico de la Florencia del siglo XII, conocido gracias a la cita de Dante Alighieri en la Divina Comedia.
Hija de Bellincione Berti de los Ravignani, se casó hacia 1180 con uno de los Conti Guidi, quizás un hijo de Guido Guerra V; y del matrimonio de uno de sus hijos, el conde Marcovaldo, con la condesa Beatriz de Capraia nacieron cinco hijos: entre ellos, Guido Guerra VI.
Durante el viaje de Dante al Infierno, Jacopo Rusticucci, compañero de pena de Guido, lo presenta diciendo que fue un hombre valiente e importante y que fue "nieto de la buena Gualdrada" (Inf. XVI, 37).
Gualdrada es citada también por Giovanni Villani en la Nova Cronica (V, 3738) como ejemplo de virtud doméstica y de modestas costumbres: con la llegada del emperador Otón IV a Florencia rechazó besarlo declarando fidelidad al propio esposo. Pero el episodio, que ya pertenece a la mitología florentina, es solo una leyenda.
En el departamento de Leonor de Toledo en Palazzo Vecchio, fue objeto de frescos de una sala llamada justamente "de la Gualdrada", como símbolo virtuoso de rigor moral.